# L'Échappée (film)
Pour l’article homonyme, voir L'Échappée.
Pour la série télévisée, voir L'Échappée (série télévisée).
Pour plus de détails, voir Fiche technique et Distribution.
L'Échappée est un film français réalisé par Mathias Pardo, sorti en 2019. Il s'agit du premier long métrage du réalisateur.
Il n’est jamais sorti au cinéma.

## Synopsis
Anatole, SDF, cherche un travail et Tess va intégrer les classes préparatoires à Paris.

## Fiche technique
- Titre : L'Échappée
- Réalisation : Mathias Pardo
- Scénario : Mathias Pardo et Romain Mazel
- Directeur de la photographie : Valentin Vignet
- Producteurs : Hugo Sélignac et Vincent Mazel
- Société de production : Chi-Fou-Mi Productions, coproduit par Mars Films
- Distribution : Mars Distribution (France)
- Pays d'origine :  France[1]
- Genre : comédie dramatique, comédie romantique
- Durée : 83 minutes[2]
- Date de sortie :
  - France : 10 octobre 2019 (Festival international du film de Saint-Jean-de-Luz)[3],[4]

## Distribution
- Joséphine Japy : Tess
- Nekfeu : Anatole
- Rod Paradot : Guillaume
- Karidja Touré : Morgane
- Jérôme Lenôtre : Legall
- Denis Lavant : Jacques[5]

## Production
En mai 2017, le rappeur Nekfeu et l'actrice Joséphine Japy sont annoncés dans les rôles principaux, Anatole et Tess. Il s'agit du deuxième rôle de Nekfeu. Ces derniers seront entourés de deux autres jeunes espoirs du cinéma français : Rod Paradot et Karidja Touré (nommés tous deux aux Césars et aux Lumières) ainsi que Denis Lavant et Jérôme Lenotre,.
Le tournage démarre fin mai 2017 et se termine en juillet de la même année. Le film est majoritairement tourné dans le Nord de la France et au bord de l'océan Atlantique (Concarneau, Noirmoutier, Limoges, Nantes, Paris).

## Diffusion
En septembre 2019, une pétition intitulée « Sauvons le film L'Échappée de Mathias Pardo » est lancée sur le site change.org par une jeune cinéphile anonyme qui souhaitait aider le film de Mathias Pardo à être distribué en salles. Cette pétition est adressée à la société de Mars Distribution.
Le film est diffusé lors du Festival international du film de Saint-Jean-de-Luz en octobre 2019.
Dans une story Instagram publiée courant 2020, l'acteur Rod Paradot (relayé par le réalisateur Mathias Pardo) fait part de son souhait de voir le film diffusé sur la plateforme Netflix.
À ce jour, le film n'est jamais sorti au cinéma et n'a jamais été diffusé sur aucune plateforme.